# Sitno (monte)
Il Sitno, con l'altitudine di 1009 metri sul livello del mare, è la cima più alta dei Monti di Štiavnica. Si trova nel Distretto di Banská Štiavnica in Slovacchia.

## Caratteristiche

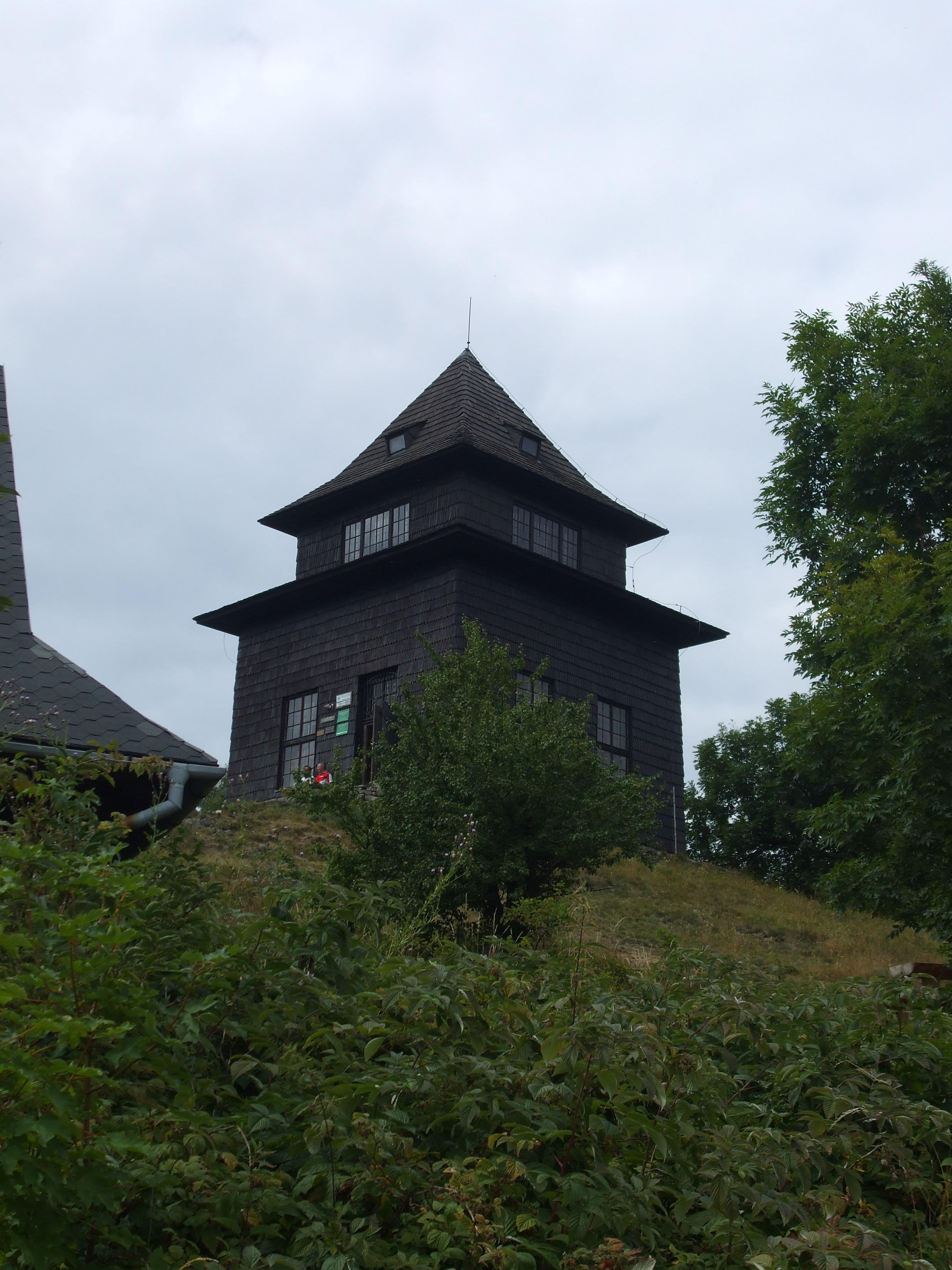
L'osservatorio panoramico

Pareti di andesite ricoprono la montagna da tre lati, presso la sommità si trovano un osservatorio panoramico e una stazione trasmittente.
Sulla cima si sono trovate tracce di un insediamento preistorico. Sul fianco orientale della montagna si trovano i ruderi del castello di Sitno. Sotto il monte si estende il lago artificiale di Počúvadlo. La montagna appartiene alla zona protetta dei Monti di Štiavnica.